# Mami Blue
Mami Blue es una película independiente española de comedia dirigida por Miguel Ángel Calvo Buttini  y protagonizada por María Alfonsa Rosso y Lorena Vindel. Estrenada el 10 de junio de 2011.

## Argumento
Teresa, una anciana, decide escapar de la rutina junto con Luz Estela, la inmigrante hondureña que cuida de ella en el asilo en el vehículo del novio de Luz Estela, sin saber que llevan en él un botín de mafiosos, lo que las convierte en blanco de policías y criminales.

## Reparto
- María Alfonsa Rosso como Teresa.
- Lorena Vindel como Luz Estela.
- Fele Martínez como Martín.
- Diogo Morgado como Pancho.
- Leandro Rivera como Armando.
- Rui Unas como Paco.
- Mercedes Hoyos como la teniente Ortega.
- Ruth Gabriel como María.
- Chus Lampreave.

## Recepción
La película tuvo una mala acogida por parte del público español y poco éxito de taquilla. Tuvo críticas mixtas por parte de los medios.
| Publicación  | Calificación |
| IMDb         | [ 4 ]        |
| SensaCine    | [ 5 ]        |
| Filmaffinity | [ 6 ]        |
| Fotogramas   | [ 7 ]        |

## Premios y asistencia a festivales
En 2011, la película asistió a múltiples festivales. Fue presentada en el Festival de Cine de Zaragoza, donde ganó un premio. Fue seleccionada en representación del cine español para presentarse en el Festival Internacional de Cine de Shanghái. Fue presentada en el Atlánta Film Festival donde ganó otro premio. Fue presentada en el Tiburón International Film Festival. Fue seleccionada como panorama andaluz para ser presentada en el Festival de Cine Iberoamericano de Huelva y en el Festival de cine internacional de Sevilla. Fue presentada en la clausura del Festival Ópera Prima de Tudela.
La película obtuvo 18 candidaturas en las diferentes categorías de los Premios Goya 2011 pero no fue finalista en ninguna de ellas.
| Año  | Premio                                                    | Resultado |
| ---- | --------------------------------------------------------- | --------- |
| 2011 | Premio al mejor largometraje por el jurado de la juventud | Ganadora  |

| Año  | Premio                                   | Resultado |
| ---- | ---------------------------------------- | --------- |
| 2011 | Premio del público al mejor largometraje | Ganadora  |